# TVAニュースフラッシュ
『TVAニュースフラッシュ』（ティーブイエー ニュースフラッシュ）は、2007年3月30日までテレビ愛知で放送された平日夜のスポットニュース。正式番組名は「テレビ愛知ニュースフラッシュ」。

## 概要
月曜から金曜までの週5日間毎日放送されていた帯番組である。主に愛知県内での出来事を伝えていたが、稀に岐阜県内や三重県内のニュースを伝えることもあった。担当はシフト勤務。番組放送終了時のテロップには中日新聞と日本経済新聞が「協力」という形で表示されていた。
（「５時ですテレビ愛知ニュース」「ニューススポットテレビ愛知」「週末ＴＸＮニューステレビ愛知」でも同様。）
この番組の終了以来、テレビ愛知は後継のスポットニュースを放送しておらず、同枠では替わって広報ミニ番組や教養ミニ番組などが放送されている。

## 放送時間
時刻はいずれもJST、最末期での放送時間。
- 月曜 21:54 - 22:00
- 火曜 21:54 - 22:00
- 水曜 19:55 - 20:00
- 木曜 20:54 - 21:00
- 金曜 21:54 - 22:00